# Cabinet (Garten)
Der französische Begriff Cabinet (auch Kabinett, Salle oder Sallon) bezeichnet einen geometrischen, oft mit Statuen oder anderen gestalterischen Elementen dekorierten Platz innerhalb eines Bosquets. Das Cabinet kann von Palisaden oder von den Bäumen und Sträuchern des Bosquet umgrenzt sein. Ist das Cabinet aufwändiger und in Form eines Laubenkreuzgangs gestaltet, spricht man auch von einem Cloître (wörtlich: Kreuzgang).
Cabinets in Verbindung mit Bosquets finden sich fast immer in Barockgärten der formalen französischen Gestaltungssprache.